# 本多忠考
本多 忠考（ほんだ ただなか）は、江戸時代後期の大名。三河国岡崎藩の第4代藩主。官位は従五位下・美濃守、中務大輔。忠勝系本多家宗家14代。

## 生涯
文化2年（1805年）、第3代藩主・本多忠顕の4男として誕生。4男のため、はじめ母方の姓で乙見敬次郎を名乗っていた。文化11年（1814年）に本多姓に復し、本多忠祥と名乗る（のちに忠考と改名）。
文政4年（1821年）2月9日、父が隠居した際、親藩から養子を迎えようという動きもあったが、家督抗争の末に忠考が家督を継いだ。このとき、従五位下中務大輔に叙位・任官する。しかし文政11年（1828年）の矢作川洪水で2万石の損害と70人余りの死者を出すなど、藩財政の困難はさらに促進される。しかもこのような中で忠考は病弱で藩政が執れず、とても藩の窮境を打開できるような人物ではなかった。
また、実子・忠胤も病弱だったため（ただし他にも実子はいた）、親藩高松松平家から忠民を婿養子として迎え、天保6年（1835年）5月24日に忠民に家督を譲って隠居した。
明治12年（1879年）11月21日に死去した。享年75。

## 系譜
父母
- 本多忠顕（父）
- 乙見氏 ー 側室（母）

正室
- 幸 ー 堀田正愛の養女、堀田正時の娘

側室
- 歌橋氏

子女
- 本多忠胤（長男）
- 水野忠誠（四男）[1]生母は歌橋氏（側室）
- 稲垣太清（六男）[2]
- 本多忠民正室
- 秀 ー 秋元志朝継室
- 本多栄子 ー 松平勝行正室

養子
- 本多忠民 ー 松平頼儀の四男